# Artézi forrás

Artézi forrás vázlata:
1. vízhordozó réteg
2. vízzáró réteg
3. csapadék jut a talajba
4. mesterséges artézi kút
5. piëzometrikus szint
6. freatikus talajvíz
7. természetes artézi forrás

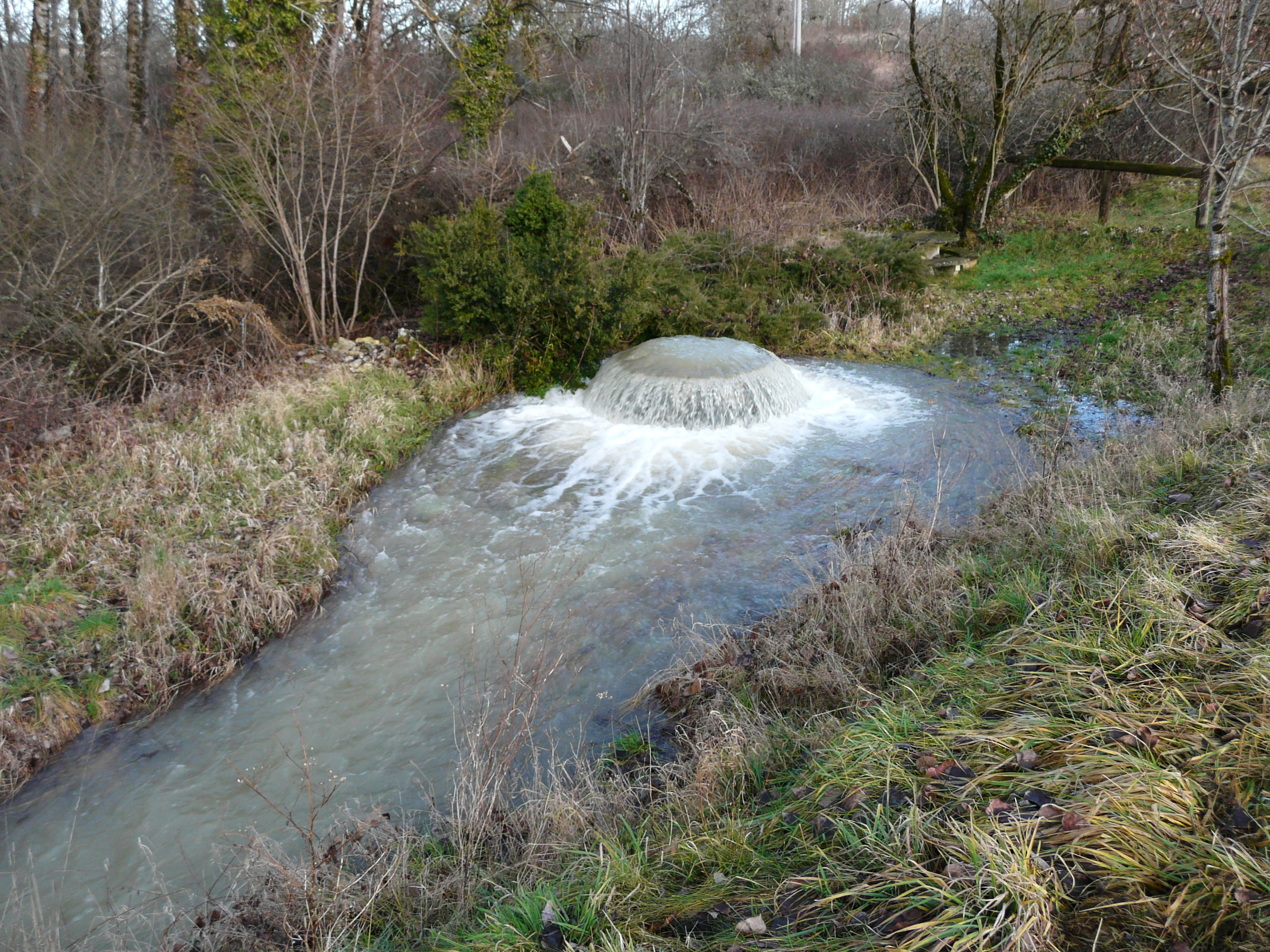
Artézi forrás Dordogne-ban

Az artézi forrás olyan forrás, amelyből a víz mélységi hidrosztatikai nyomás következtében felfelé tör. Az artézi forrás vize mindig mélységi vízhordozó rétegből származik.
A név a franciaországi Artois vidékéről ered, ahol gyakoriak az ilyen típusú források.

## Leírása
A talaj különböző vízhordozó rétegekből állhat, amelyeket nem vízzáró rétegek választanak el. Mivel a mélyebb víztartó réteget egy másik, magasabb területről származó esővíz táplálhatja, a mélyebb réteg hidrosztatikai nyomása (sokkal) nagyobb lehet, mint a fedőrétegben. Az ilyen mély, nagy hidrosztatikus nyomású vízadó réteget artézi medencének is nevezik. Ahol egy artézi medencének van nyílása a föld felszínére, ott artézi forrás található.
Az artézi kút ember alkotta artézi forrás. Ha a mélyebb réteget megfúrják, akkor a fúrólyukból „spontán” fog feljönni a víz.

## Története
Az artézi kutak első mechanikailag pontos leírását Al-Bírúni adta meg.

## Példák
- A névadó Artois vidékén artézi forrásból ered a Leie folyó.
- A nyugat-szibériai Kulunda-tavat artézi források is táplálják.
- Az ausztráliai Nagy-Artézi-medence(wd) egészére jellemzők az artézi vizek.

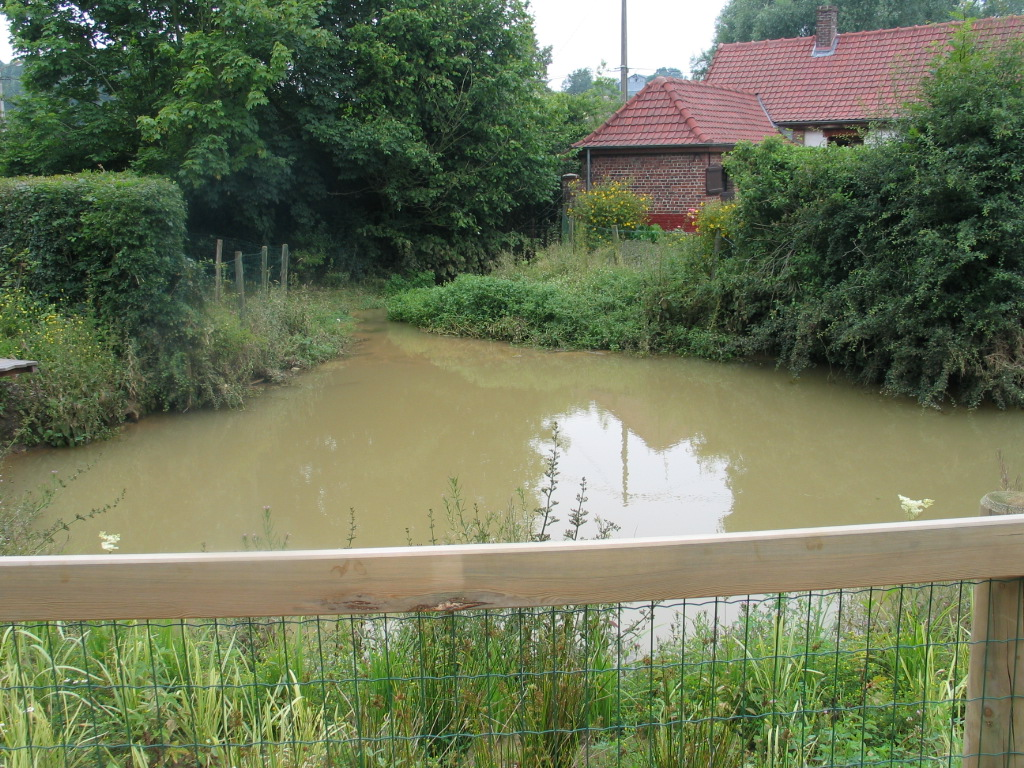
A Leie folyó forrása Lisbourgban